# Stepska staništa kod Bapske
Stepska staništa kod Bapske este o arie protejată (sit de importanță comunitară — SCI) din Croația întinsă pe o suprafață de 78,02 ha, integral pe uscat.

## Localizare
Centrul sitului Stepska staništa kod Bapske este situat la coordonatele 45°11′49″N 19°16′05″E / 45.197°N 19.268°E.

## Înființare
Situl Stepska staništa kod Bapske a fost declarat sit de importanță comunitară în iulie 2013 pentru a proteja un număr necunoscut de specii din flora spontană și fauna sălbatică aflate în arealul zonei.

## Biodiversitate
Situată în ecoregiunea continentală, aria protejată conține 1 habitat natural: Pajiști stepice subpanonice.
La baza desemnării sitului se află un număr nedeclarat de specii protejate.